# Norwegian Long Haul
Norwegian Long Haul — дочерняя авиакомпания Norwegian Air Shuttle. Создана 1 января 2012 года, выполняет рейсы в Европу, Азию и США с парком самолетов Boeing 787 Dreamliner. Компания зарегистрирована в Дублине, штаб-квартира расположена в Беруме (Норвегия).